# Вело, Лекс

Лекс Вело (1979)

Лекс Вело (нидерл. Lex Veelo, полное имя Алекс Мартин Вело; 3 мая 1944, Марн, провинция Утрехт — 22 августа 2012, Набережные Челны, Россия) — нидерландский дирижёр.
Получил основное музыкальное образование как скрипач. Играл на скрипке в гаагском Резиденц-оркестре и в созданном его музыкантами Резиденц-квартете (в составе последнего записал квартет Юлиуса Рёнтгена). Как дирижёр окончил Гаагскую консерваторию (1974), в том же году выиграл Безансонский международный конкурс молодых дирижёров.
Вся творческая деятельность Вело связана со Столичным молодёжным оркестром (нидерл. Hofstads Jeugdorkest) — старейшим в мире молодёжным оркестром, основанным в 1923 году и базирующимся в Гааге. В 1964 году Вело принял полномочия главного дирижёра оркестра из рук его основательницы Тилли Талбом-Смитс и руководил коллективом до 2010 года, когда вынужден был оставить свой пост вследствие болезни. Во главе коллектива Вело гастролировал в США, Канаде, Китае, Суринаме, разных странах Европы, под его руководством оркестр стал лауреатом Международного фестиваля молодёжных оркестров в Вене (1992).
Преподавал дирижирование в Арнемской консерватории.